# Forsby kyrka
Forsby kyrka är en kyrkobyggnad i Forsby socken, belägen i Skövde kommun. Sedan 2002 tillhör kyrkan Sventorp-Forsby församling (tidigare Forsby församling) i Skara stift.

## Kyrkobyggnaden
Enligt en inskription i kyrkans korputs blev den invigd den 13 augusti 1135, vilket också stöds av en dendrokronologisk datering. Om uppgiften är riktig gör det kyrkan till Sveriges äldsta daterade kyrka.
Forsby kyrka är intressant, inte bara för sin ålder, utan även för att den står direkt ovanpå en storhög från järnåldern, 40-45 m i diameter och drygt tre meter hög. Vid en utgrävning i samband med en ombyggnad av kyrkans sockenmagasin 2002, fann man en kalkmila som troligen varit i bruk när kyrkan uppfördes. Alldeles i kyrkans närhet ligger en av Västergötlands två husabyar. Namnet Husby härleder till den tidigmedeltida kungamaktens godsinnehav, således kan här varit ett lokalt maktcentrum redan under sen vikingatid.
Den tornlösa kyrkan med långhus, kor och absid, anses vara ett tidigt exempel på romanskt inflytande från Skåne. Långhuset ombyggdes redan under medeltiden. Efter reformationen låg kyrkan öde i många år och blev närapå en ruin innan den åter sattes i stånd på 1600-talet.
I anslutning till kyrkan finns en klockstapel från 1704 och ett sockenmagasin från 1700-talets första hälft.

## Inventarier
- Konstnären Johan Risberg, hemmahörande i Skövde, utförde 1745 takmålningarna, som föreställer Kristi födelse, Kristi uppståndelse, Yttersta domen och De dödas uppståndelse på Forsby kyrkogård. Ursprungligen fanns här även ett femte motiv som föreställde Helvetet, men detta skrämde församlingsborna så till den milda grad att de ej längre vågade besöka kyrkan, varmed motivet målades över.[källa behövs]
- En liten tavla med en madonna från tidig medeltid och en mässhake av siden tillverkad i Regensburg på 1200-talet. De förvaras nu i Statens historiska museum[5].
- Lillklockan är medeltida och har två tomma skriftband utan inskrift. På var sida om klockan finns två väl ristade dubbelt korsade kors.[6]

## Orgel
Orgeln byggdes 1898 av C. A. Härngren. Den byggdes om och omdisponerades 1954 av A. Magnussons Orgelbyggeri AB och 2001 av Orgelbyggare Sven-Anders Torstensson AB.
| Manual (C-f3) | Pedal (C-c1) | Koppel     |
| ------------- | ------------ | ---------- |
| Principal 8'  | Subbas 16'   | Man/Ped    |
| Salicional 8' |              | Man 4'/Man |
| Rörflöjt 8'   |              |            |
| Oktava 4'     |              |            |
| Oktava 2'     |              |            |

## Bilder

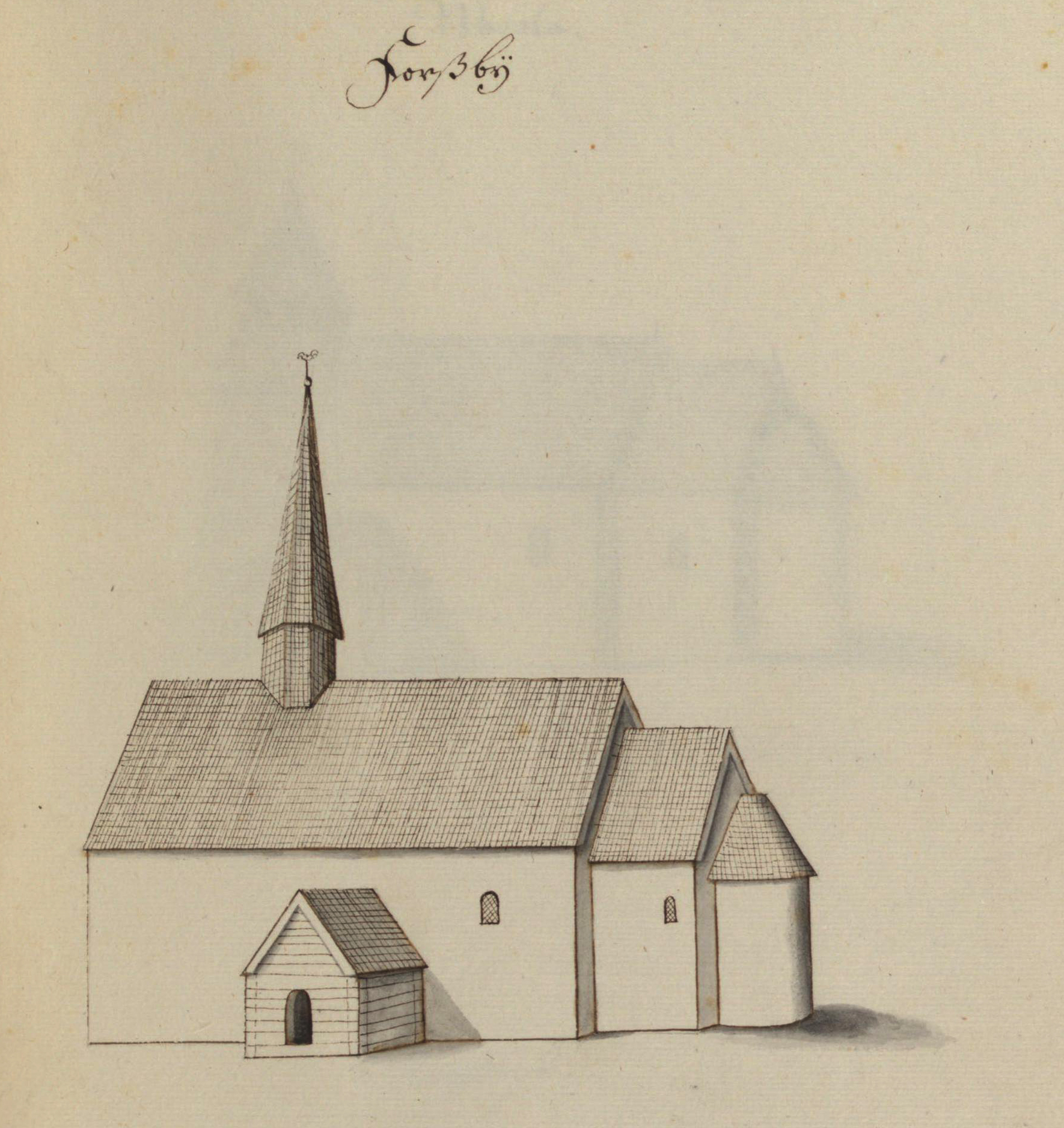
Kyrkan på teckning från 1600-talet.